# Dorfkirche Zeestow
Die Dorfkirche Zeestow (auch: Autobahnkirche Zeestow) im Ort Zeestow in der Gemeinde Brieselang ist ein 1850 errichtetes Backsteingebäude, das seit 2014 erste Autobahnkirche am Berliner Ring ist. Die Kirche steht tagsüber allen Reisenden offen und lädt als 42. Autobahnkirche in Deutschland als Tankstelle für die Seele zu Andacht, Gebet und Entspannung ein. Die Dorfkirche ist als Baudenkmal ausgewiesen.

## Geographie
Zeestow ist ein Ortsteil der Gemeinde Brieselang im brandenburgischen Landkreis Havelland und liegt westlich von Berlin an der Bundesautobahn 10, dem westlichen Berliner Ring, zwischen Dreieck Werder und Dreieck Havelland. Die Kirche ist wenige hundert Meter von der Autobahnausfahrt 27 (Brieselang) entfernt und steht an der Landesstraße 202, die innerorts die Bezeichnung Wustermarker Straße führt. Eine Bahnanbindung besteht über den Bahnhof Brieselang an der Berlin-Hamburger Bahn mit den Regionalbahnstrecken RB 10 (Nauen – Berlin Hbf.) und RB 14 (Nauen – Berlin-Schönefeld Flughafen/Airport-Express).

## Kirchengebäude
In der Nacht vom 19. auf den 20. Juli 1847 kam es im Dorf durch einen Blitzschlag zu einem Feuer, das einen großen Teil des Dorfes Zeestow, darunter auch die Pfarrkirche, zerstörte. Sie war zum Ende des 18. Jahrhunderts errichtet worden und 1821 erneuert. Dem amtierenden Pfarrer Julius Drake gelang es, bis 1850 die bescheidenen Mittel von 1686 Talern einzuwerben. Ein Großteil stammte aus der Feuersozietät, es gingen aber auch Spenden aus Trier, Königsberg und Preußen ein. Das Berliner Domkirchenkollegium spendete ebenfalls 100 Taler. Von 1850 bis Oktober 1851 entstand unter der Planung und Ausführung des Nauener Bauunternehmers Wilhelm Sittel ein neues Kirchengebäude aus Backsteinen, die verputzt wurden. Die Kirchweihe fand im Beisein des Generalsuperintendenten Daniel Amadeus Neander statt.
Der Kirchturm auf der Westseite ist quadratisch und eingezogen. Das achteckige Obergeschoss hat vier Schallöffnungen, um den Klang der einen Glocke aus dem Jahre 1848 hinauszutragen. Ein Spitzhelm mit Kreuz krönt den Turm.
Das Kirchenschiff ist mit einem Satteldach versehen. Auf der östlichen Seite steht ein Kreuz. In der Nord- und in der Südwand befinden sich vier spitzbogige Fenster, im Osten eine Dreiapsidengruppe mit Spitzbogenfenstern und in der Mitte des Giebels ein Rundbogenfenster. Im Bauwerk befand sich ursprünglich ein Altarbild, das die wunderbare Errettung des Petrus aus dem Meere zeigte. Ebenso gab es seit 1857 eine Orgel; der königliche Oberamtmann Friedrich Seefeldt schenkte der Kirche 1882 einen Kronleuchter und zwei Jahre später eine Turmuhr.
In die Kirche gelangt man durch das spitzbogige Portal an der Westseite des Turms. Der Blick fällt auf den gemauerten aus Backsteinen errichteten Altar, den eine hölzerne Platte bedeckt. Er steht in der bogigen Apsis. Ein Holzkreuz schmückt den Altar, dessen Backsteine unverputzt geblieben sind.
In der nordöstlichen Ecke des Kirchenschiffes – links neben dem Bogen der Apsis – steht die ebenfalls aus Backsteinen gemauerte Kanzel. Ihr Korb ist rund. In der südöstlichen Ecke hat das Taufbecken seinen Platz. Auch dieses ist gemauert, der Deckel aus Holz. Altar, Kanzel und Taufbecken stammen aus den 1960er Jahren. Von der früheren Ausstattung wurde bei der Umgestaltung in dieser Zeit nur wenig erhalten.

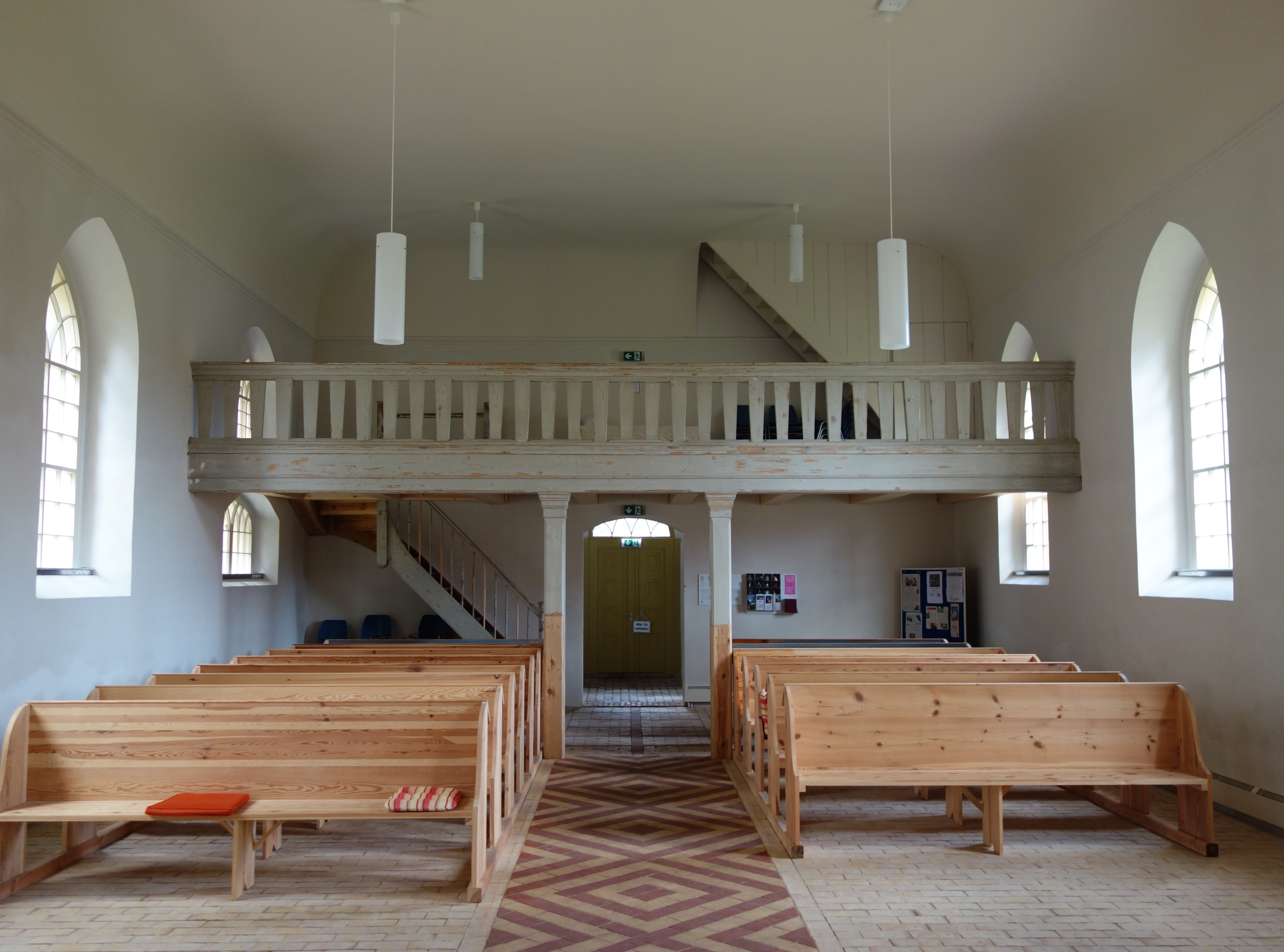
Emporenansicht

Die Kirche hat eine Westempore, auf der einst eine Orgel aus der Potsdamer Orgelbauwerkstatt des Hans-Joachim Schuke aus dem Jahr 1965 stand. Diese wurde 1984 abgebaut und erklingt nun in der Dorfkirche in Falkenhagen, einem Stadtteil von Falkensee. Der Innenraum wurde in den Jahren 1964/1965 nach Ideen des Kirchenbaurats Wendland umgestaltet; von der bauzeitlichen Ausstattung blieb nur die Bronzeglocke der Firma Bachmann aus dem Jahr 1848 übrig.
Die Kirche ist von einem Friedhof umgeben, auf dem u. a. ein Grabmal von Bredow († 1793) sowie ein hoher kannelierter Säulenstumpf stehen. Seit Mitte der 1960er Jahre wird der Kirchhof nicht mehr als Begräbnisstätte genutzt.
Seit den beginnenden 1980er Jahren wurde die Dorfkirche Zeestow ihrer Aufgabe als Gottesdienststätte enthoben. Die Gemeinde zog um ins Pfarrhaus, und das Kirchengebäude wurde durch den Kirchenkreis Falkensee verwaltet. Das Gebäude drohte gänzlich zu verfallen. Zwar gab es viele Pläne, es zu retten, aber diese wurden immer wieder verworfen. Erst im Jahre 2009, als die Kirche sich in einem absolut desolaten inneren wie äußeren Zustand befand, wurden Notsicherungsmaßnahmen durchgeführt. Damit verband sich die Absicht, die Kirche wieder herzurichten und sie als Autobahnkirche zu nutzen. Immerhin liegen Dorf und Kirche nur 800 m von der Bundesautobahn 10, dem westlichen Berliner Ring, entfernt, und an dieser gab es noch keine Autobahnkirche.
Ein ausführliches Nutzungs- und Sanierungskonzept wurde für das Projekt Autobahnkirche Zeestow entwickelt und in zwei Phasen unter Leitung der Potsdamer Architektin Sibylle Stich realisiert. Der erste Bauabschnitt – die Sanierung des Turms mit ursprünglicher Spitze – war im Jahr 2012 abgeschlossen. Der zweite Bauabschnitt – die Sanierung des Kirchenschiffs – wurde 2014 vollendet.
Die Gesamtkosten der Baumaßnahme Autobahnkirche Zeestow beliefen sich auf rund 1,2 Millionen Euro. In die Finanzierung flossen Mittel der Europäischen Union, der Bundesrepublik Deutschland, des Landes Brandenburg, der Evangelischen Kirche Berlin-Brandenburg-schlesische Oberlausitz, des Landkreises Havelland, des Kirchenkreises Falkensee, der Gemeinde sowie der Stiftung KiBa, der Mittelbrandenburgischen Sparkasse und des Fördervereins Autobahnkirche e. V.
Die Wiedereinweihung des Gebäudes als Gottesdienststätte und die Indienstnahme als Autobahnkirche erfolgte am 22. Juni 2014 durch Bischof Markus Dröge, den leitenden Geistlichen der Evangelischen Kirche Berlin-Brandenburg-schlesische Oberlausitz.

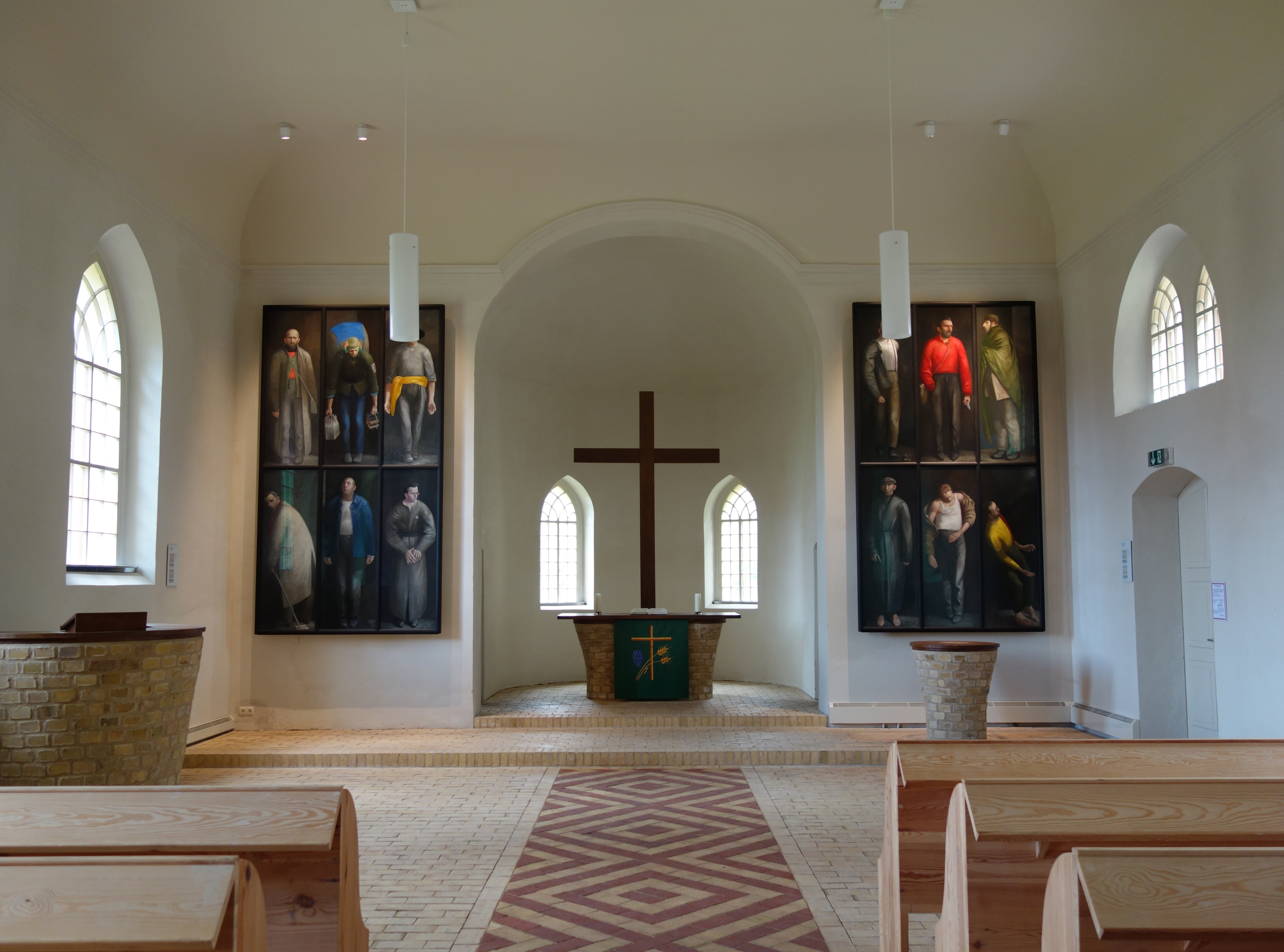
Blick auf den Altar und die Tafeln Die Berufenen von Volker Stelzmann

Bemerkenswert sind die Gemälde, die in der Kirche ihren Platz gefunden haben. Es sind zwölf großformatige Tafeln mit dem Titel Die Berufenen, gemalt von Volker Stelzmann. Sie stellen die Zwölf Apostel dar. In ihren Gesichtern erkennt man Bettler und Obdachlose, die Stelzmann nach seiner Flucht aus der DDR in West-Berlin am Bahnhof Zoo sah. Ein weiteres Kunstwerk stammt vom Brieselanger Künstler Helge Warme aus dem Jahr 2010 und zeigt den leuchtenden Seraphim. Es besteht aus zwei Einzelstelen aus Glas, die mit LEDs beleuchtet werden können. Sie symbolisieren die „Schutzengel“ der Reisenden, die die Kirche besuchen.

## Kirchengemeinde
Zeestow war bis 1945 eine eigenständige Kirchengemeinde. Im 16. Jahrhundert wird die Kirche als Pfarrkirche genannt, zu der der Filialort Wernitz (heute ein Ortsteil von Wustermark) gehörte. Damals bereits waren die von Bredow zu Friesack Patronatsherren auch der Kirche. Nach 1945 wurde Zesstow vom Pfarramt in Brieselang betreut. Inzwischen ist der Ort Teil der Kirchengemeinde Brieselang, die zum Kirchenkreis Falkensee im Sprengel Potsdam der Evangelischen Kirche Berlin-Brandenburg-schlesische Oberlausitz gehört.
Das neben der Kirche stehende und bis zum Ende des Zweiten Weltkriegs als Pfarrhaus genutzte Gebäude steht seit den 1950er Jahren als Rüstzeitheim für Kinder- und Jugendfreizeiten zur Verfügung. Heute steht das Haus für öffentliche wie private Nutzer offen. Im Zusammenhang der Errichtung einer Autobahnkirche soll auch das Angebot von Übernachtungsmöglichkeiten für Autofahrer geprüft werden.